# Jean-Joseph Rousseau
Jean-Joseph Rousseau, allgemein als J. Rousseau bezeichnet (* 1761 in Soissons; † 1800 in Paris) war ein französischer Opernsänger (Tenor). Ausgestattet mit einer Haute-contre-Gesangscharakteristik war er ein führendes Mitglied der Académie royale de musique in Paris in der zweiten Hälfte des 18. Jahrhunderts.

## Leben
Der 1761 in Soissons geborene Rousseau wurde im Alter von neun Jahren in den Chor der Kathedrale seiner Stadt aufgenommen, wo er die Grundlagen einer literarischen und musikalischen Ausbildung erhielt und mit einer feinen Stimme als hoher Tenor, oder haute-contre, wie es damals in Frankreich genannt wurde, hervortrat. Nachdem er bei Aufführungen im Theater von Reims auf sich aufmerksam gemacht hatte, erhielt er 1779, entsprechend der damals üblichen Praxis bei der Rekrutierung von Mitgliedern der Académie royale de musique in Paris, eine königliche Aufforderung, um in der Hauptstadt zu einem Vorsingen zu erscheinen. Er wurde sofort in das Ensemble der Oper aufgenommen als Ersatz für den ersten Tenor, Joseph Legros. Im September desselben Jahres erhielt er seine erste Originalrolle (ein Bewohner der Wildnis) in Christoph Willibald Glucks Écho et Narcisse.